# Powiat Praga-Zachód
Powiat Praga-Zachód (czes. okres Praha-západ) – powiat w Czechach, w kraju środkowoczeskim.
Jego siedziba znajduje się w mieście Praga. Powierzchnia powiatu wynosi 586,14 km², zamieszkuje go 88 896 osób (gęstość zaludnienia wynosi 151,70 mieszkańców na 1 km²). Powiat ten liczy 80 miejscowości, w tym 8 miast.
Od 1 stycznia 2003 powiaty nie są już jednostką podziału administracyjnego Czech. Podział na powiaty zachowały jednak sądy, policja i niektóre inne urzędy państwowe. Został on również zachowany dla celów statystycznych.

## Struktura powierzchni
Według danych z 31 grudnia 2003 powiat ma obszar 586,14 km², w tym:
- użytki rolne - 59.18%, w tym 81.54% gruntów ornych
- inne - 40.82%, w tym 67.20% lasów
- liczba gospodarstw rolnych: 250

## Demografia
Dane z 31 grudnia 2003:
| Opis        | Ogółem | Kobiety      | Mężczyźni    |
| ----------- | ------ | ------------ | ------------ |
| populacja   | 88 896 | 45442 51,12% | 43454 48,88% |
| średni wiek | 39     | 40,39        | 38,04        |

- gęstość zaludnienia: 151,70 mieszk./km²
- 37,04% ludności powiatu mieszka w miastach.

## Zatrudnienie
| Mieszkańcy ze stałym zatrudnieniem | 19 054       |
| Średnia pensja miesięczna          | 17 438 koron |
| Bezrobotni                         | 1 342        |
| Stopa bezrobocia                   | 3.04%        |

## Szkolnictwo
W powiecie Praga-Zachód działają:
| Rodzaj szkoły                   | Liczba szkół |
| ------------------------------- | ------------ |
| Przedszkola                     | 51           |
| Szkoły podstawowe               | 42           |
| Gimnazja                        |              |
| Szkoły średnie techniczne       | 1            |
| Szkoły średnie ogólnokształcące | 2            |
| Szkoły wyższe                   |              |

## Służba zdrowia
| Lekarze                               | 135 |
| Szpitale                              | 2   |
| Specjalistyczne ośrodki terapeutyczne | 1   |
| Gabinety dentystyczne                 | 31  |
| Apteki                                | 13  |

## Miasta i gminy
Bojanovice - Bratřínov - Březová-Oleško - Buš - Černolice - Černošice - Červený Újezd - Číčovice - Čisovice - Davle - Dobrovíz - Dobříč - Dobřichovice - Dolany - Dolní Břežany - Drahelčice - Holubice - Horoměřice - Hostivice - Hradištko - Hvozdnice - Choteč - Chrášťany - Chýně - Chýnice - Jeneč - Jesenice - Jílové u Prahy - Jíloviště - Jinočany - Kamenný Přívoz - Karlík - Klínec - Kněževes - Kosoř - Kytín - Lety - Libčice nad Vltavou - Libeř - Lichoceves - Líšnice - Měchenice - Mníšek pod Brdy - Nučice - Ohrobec - Okoř - Okrouhlo - Ořech - Petrov - Pohoří - Průhonice - Psáry - Ptice - Roblín - Roztoky - Rudná - Řevnice - Řitka - Slapy - Statenice - Středokluky - Svrkyně - Štěchovice - Tachlovice - Trnová - Třebotov - Tuchoměřice - Tursko - Úholičky - Úhonice - Únětice - Velké Přílepy - Vestec - Vonoklasy - Vrané nad Vltavou - Všenory - Zahořany - Zbuzany - Zlatníky-Hodkovice - Zvole

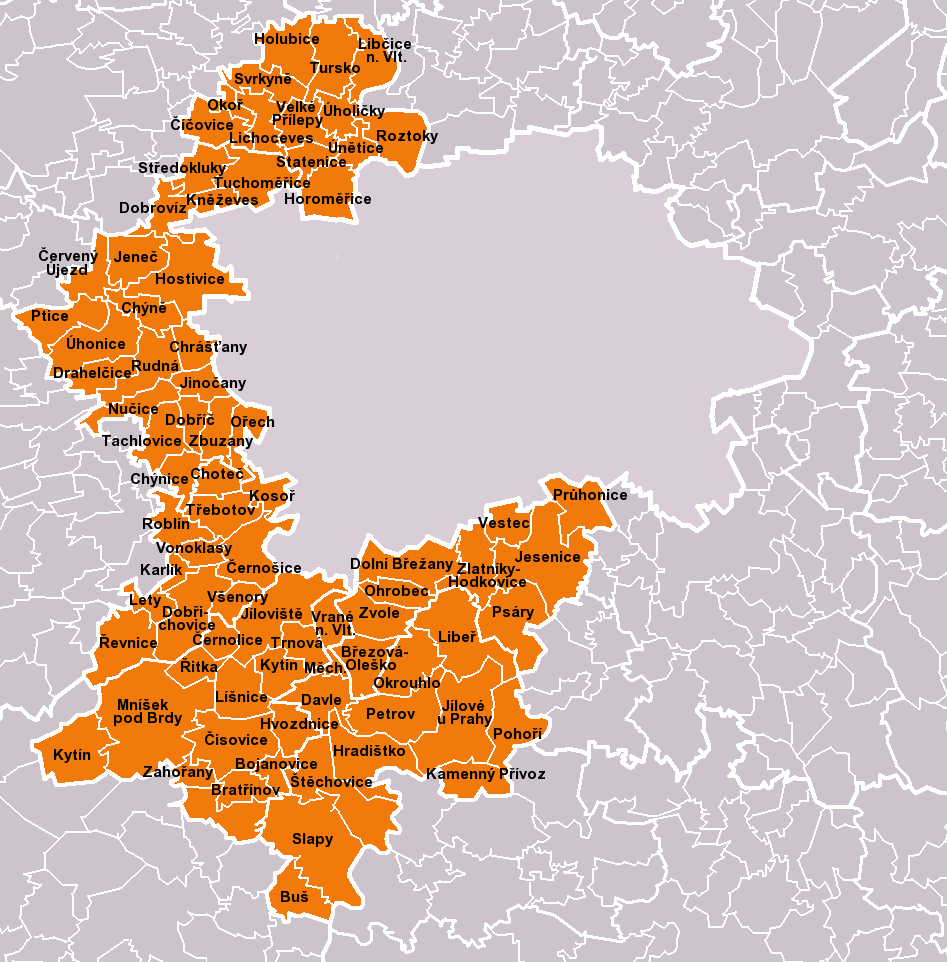
Powiat Praga-Zachód